# Liste des porte-drapeaux à la cérémonie de clôture des Jeux olympiques d'hiver de 2022
La liste ci-dessous répertorie les porte-drapeaux présents lors de la parade des nations de la cérémonie de clôture des Jeux olympiques d'hiver de 2022, le 20 février, au Nid d'oiseau à Pékin (Chine). Au cours de ce défilé, les athlètes désignés porte-drapeau par chacun des comités nationaux olympiques ouvrent la marche en ordre dispersé, suivis après par tous les autres participants.

## Liste des porte-drapeaux
| Ordre | CNO                         | Nom en mandarin  | Translittération        | Athlète                  | Discipline              | Réf.   |
| ----- | --------------------------- | ---------------- | ----------------------- | ------------------------ | ----------------------- | ------ |
| 1     | Grèce                       | 希腊             | Xīlà                    | Ioannis Antoniou         | Ski alpin               | [ 1 ]  |
| 2     | Turquie                     | 土耳其           | Tǔěrqí                  | Porté par un volontaire  | Porté par un volontaire | [ 1 ]  |
| 3     | Malte                       | 马耳他           | Mǎěrtā                  | Porté par un volontaire  | Porté par un volontaire | [ 1 ]  |
| 4     | Madagascar                  | 马达加斯加       | Mǎdájiāsījiā            | Mathieu Neumuller        | Ski alpin               | [ 1 ]  |
| 5     | Malaisie                    | 马来西亚         | Mǎláixīyà               | Jeffrey Webb             | Ski alpin               | [ 1 ]  |
| 6     | Équateur                    | 厄瓜多尔         | Èguāduōěr               | Porté par un volontaire  | Porté par un volontaire | [ 1 ]  |
| 7     | Érythrée                    | 厄立特里亚       | Èlìtélǐyà               | Shannon-Ogbnai Abeda     | Ski alpin               | [ 1 ]  |
| 8     | Jamaïque                    | 牙买加           | Yámǎijiā                | Rolando Reid             | Bobsleigh               | [ 1 ]  |
| 9     | Belgique                    | 比利时           | Bǐlìshí                 | Hanne Desmet             | Short-track             | [ 1 ]  |
| 10    | Japon                       | 日本             | Rìběn                   | Arisa Go                 | Patinage de vitesse     | [ 1 ]  |
| 11    | Taipei chinois              | 中华台北         | Zhōnghuá Táiběi         | Lee Wen-yi               | Ski alpin               | [ 1 ]  |
| 12    | Hong Kong                   | 中国香港         | Zhōngguó Xiānggǎng      | Porté par un volontaire  | Porté par un volontaire | [ 1 ]  |
| 13    | Danemark                    | 丹麦             | Dānmài                  | Stefan Due Schmidt       | Patinage de vitesse     | [ 1 ]  |
| 14    | Ukraine                     | 乌克兰           | Wūkèlán                 | Olena Bilosiuk           | Biathlon                | [ 1 ]  |
| 15    | Ouzbékistan                 | 乌兹别克斯坦     | Wūzībiékèsītǎn          | Porté par un volontaire  | Porté par un volontaire | [ 1 ]  |
| 16    | Brésil                      | 巴西             | Bāxī                    | Manex Silva              | Ski de fond             | [ 1 ]  |
| 17    | Pakistan                    | 巴基斯坦         | Bājīsītǎn               | Muhammad Karim           | Ski alpin               | [ 1 ]  |
| 18    | Israël                      | 以色列           | Yǐsèliè                 | Porté par un volontaire  | Porté par un volontaire | [ 1 ]  |
| 19    | Timor oriental              | 东帝汶           | Dōngdìwèn               | Yohan Goutt Goncalves    | Ski alpin               | [ 1 ]  |
| 20    | Macédoine du Nord           | 北马其顿         | Běimǎqídùn              | Porté par un volontaire  | Porté par un volontaire | [ 1 ]  |
| 21    | Luxembourg                  | 卢森堡           | Lúsēnbǎo                | Matthieu Osch            | Ski alpin               | [ 1 ]  |
| 22    | Biélorussie                 | 白俄罗斯         | Báiéluósī               | Ignat Golovatsiuk        | Patinage de vitesse     | [ 1 ]  |
| 23    | Inde                        | 印度             | Yìndù                   | Porté par un volontaire  | Porté par un volontaire | [ 1 ]  |
| 24    | Lituanie                    | 立陶宛           | Lìtáowǎn                | Modestas Vaiciulis       | Ski de fond             | [ 1 ]  |
| 25    | Nigeria                     | 尼日利亚         | Nírìlìyà                | Samuel Ikpefan           | Ski de fond             | [ 1 ]  |
| 26    | Ghana                       | 加纳             | Jiānà                   | Porté par un volontaire  | Porté par un volontaire | [ 1 ]  |
| 27    | Canada                      | 加拿大           | Jiānádà                 | Isabelle Weidemann       | Patinage de vitesse     | [ 2 ]  |
| 28    | Saint-Marin                 | 圣马力诺         | Shèng Mǎlìnuò           | Matteo Gatti             | Ski alpin               | [ 1 ]  |
| 29    | Kirghizistan                | 吉尔吉斯斯坦     | Jíěrjísīsītǎn           | Porté par un volontaire  | Porté par un volontaire | [ 1 ]  |
| 30    | Arménie                     | 亚美尼亚         | Yàměiníyà               | Porté par un volontaire  | Porté par un volontaire | [ 1 ]  |
| 31    | Espagne                     | 西班牙           | Xībānyá                 | Adrián Díaz              | Patinage artistique     | [ 3 ]  |
| 32    | Liechtenstein               | 列支敦士登       | Lièzhīdūnshìdēng        | Porté par un volontaire  | Porté par un volontaire | [ 1 ]  |
| 33    | Iran                        | 伊朗             | Yīlǎng                  | Porté par un volontaire  | Porté par un volontaire | [ 1 ]  |
| 34    | Hongrie                     | 匈牙利           | Xiōngyálì               | Ádám Kónya               | Ski de fond             | [ 1 ]  |
| 35    | Islande                     | 冰岛             | Bīngdǎo                 | Snorri Einarsson         | Ski de fond             | [ 1 ]  |
| 36    | Andorre                     | 安道尔           | Āndàoěr                 | Porté par un volontaire  | Porté par un volontaire | [ 1 ]  |
| 37    | Finlande                    | 芬兰             | Fēnlán                  | Krista Pärmäkoski        | Ski de fond             | [ 1 ]  |
| 38    | Croatie                     | 克罗地亚         | Kèluódìyà               | Tena Hadžic              | Ski de fond             | [ 1 ]  |
| 39    | Arabie saoudite             | 沙特             | Shātè                   | Porté par un volontaire  | Porté par un volontaire | [ 1 ]  |
| 40    | Albanie                     | 阿尔巴尼亚       | Āěrbāníyà               | Porté par un volontaire  | Porté par un volontaire | [ 1 ]  |
| 41    | Argentine                   | 阿根廷           | Āgēntíng                | Maria Victoria Rodriguez | Patinage de vitesse     | [ 1 ]  |
| 42    | Azerbaïdjan                 | 阿塞拜疆         | Āsāibàijiāng            | Porté par un volontaire  | Porté par un volontaire | [ 1 ]  |
| 43    | Lettonie                    | 拉脱维亚         | Lātuōwéiyà              | Matiss Miknis            | Bobsleigh               | [ 1 ]  |
| 44    | Grande-Bretagne             | 英国             | Yīngguó                 | Bruce Mouat              | Curling                 | [ 1 ]  |
| 45    | Roumanie                    | 罗马尼亚         | Luōmǎníyà               | Andreea Grecu            | Bobsleigh               | [ 1 ]  |
| 46    | ROC                         | ROC              | —                       | Alexander Bolshunov      | Ski de fond             | [ 4 ]  |
| 47    | France                      | 法国             | Fǎguó                   | Quentin Fillon Maillet   | Biathlon                | [ 1 ]  |
| 48    | Pologne                     | 波兰             | Bōlán                   | Piotr Michalski          | Patinage de vitesse     | [ 1 ]  |
| 49    | Porto Rico                  | 波多黎各         | Bōduō Lígè              | Kellie Delka             | Skeleton                | [ 1 ]  |
| 50    | Bosnie-Herzégovine          | 波黑             | Bōhēi                   | Strahinja Erić           | Ski de fond             | [ 1 ]  |
| 51    | Bolivie                     | 玻利维亚         | Bōlìwéiyà               | Porté par un volontaire  | Porté par un volontaire | [ 1 ]  |
| 52    | Norvège                     | 挪威             | Nuówēi                  | Marte Olsbu Røiseland    | Biathlon                | [ 5 ]  |
| 53    | Kazakhstan                  | 哈萨克斯坦       | Hāsàkèsītǎn             | Abzal Azhgaliyev         | Short-track             | [ 1 ]  |
| 54    | Kosovo                      | 科索沃           | Kēsuǒwò                 | Porté par un volontaire  | Porté par un volontaire | [ 1 ]  |
| 55    | Bulgarie                    | 保加利亚         | Bǎojiālìyà              | Porté par un volontaire  | Porté par un volontaire | [ 1 ]  |
| 56    | États-Unis                  | 美国             | Měiguó                  | Elana Meyers Taylor      | Bobsleigh               | [ 6 ]  |
| 57    | Samoa américaines           | 美属萨摩亚       | Měishǔ Sàmóyà           | Nathan Crumpton          | Skeleton                | [ 1 ]  |
| 58    | Îles Vierges des États-Unis | 美属维尔京群岛   | Měishǔ Wéiěrjīng Qúndǎo | Porté par un volontaire  | Porté par un volontaire | [ 1 ]  |
| 59    | Thaïlande                   | 泰国             | Tàiguó                  | Porté par un volontaire  | Porté par un volontaire | [ 1 ]  |
| 60    | Pays-Bas                    | 荷兰             | Hélán                   | Irene Schouten           | Patinage de vitesse     | [ 1 ]  |
| 61    | Géorgie                     | 格鲁吉亚         | Gélǔjíyà                | Luka Berulava            | Patinage artistique     | [ 1 ]  |
| 62    | Colombie                    | 哥伦比亚         | Gēlúnbǐyà               | Laura Gómez              | Patinage de vitesse     | [ 1 ]  |
| 63    | Trinité-et-Tobago           | 特立尼达和多巴哥 | Tèlìnídá hé Duōbāgē     | Porté par un volontaire  | Porté par un volontaire | [ 1 ]  |
| 64    | Pérou                       | 秘鲁             | Bìlǔ                    | Porté par un volontaire  | Porté par un volontaire | [ 1 ]  |
| 65    | Irlande                     | 爱尔兰           | Aìěrlán                 | Thomas Maloney Westgård  | Ski de fond             | [ 1 ]  |
| 66    | Estonie                     | 爱沙尼亚         | Aìshāníyà               | Kelly Sildaru            | Ski acrobatique         | [ 1 ]  |
| 67    | Haïti                       | 海地             | Hǎidì                   | Richardson Viano         | Ski alpin               | [ 1 ]  |
| 68    | Tchéquie                    | 捷克             | Jiékè                   | Martina Sáblíková        | Patinage de vitesse     | [ 1 ]  |
| 69    | Philippines                 | 菲律宾           | Fēilǜbīn                | Asa Miller               | Ski alpin               | [ 1 ]  |
| 70    | Slovénie                    | 斯洛文尼亚       | Sīluòwénníyà            | Anita Klemenič           | Ski de fond             | [ 1 ]  |
| 71    | Slovaquie                   | 斯洛伐克         | Sīluòfákè               | Peter Cehlárik           | Hockey sur glace        | [ 1 ]  |
| 72    | Portugal                    | 葡萄牙           | Pútáoyá                 | Porté par un volontaire  | Porté par un volontaire | [ 1 ]  |
| 73    | Corée du Sud                | 韩国             | Hánguó                  | Cha Min-kyu              | Patinage de vitesse     | [ 1 ]  |
| 74    | Monténégro                  | 黑山             | Hēishān                 | Porté par un volontaire  | Porté par un volontaire | [ 1 ]  |
| 75    | Chili                       | 智利             | Zhìlì                   | Porté par un volontaire  | Porté par un volontaire | [ 1 ]  |
| 76    | Autriche                    | 奥地利           | Aòdìlì                  | Katharina Liensberger    | Ski alpin               | [ 1 ]  |
| 76    | Autriche                    | 奥地利           | Aòdìlì                  | Johannes Strolz          | Ski alpin               | [ 1 ]  |
| 77    | Suisse                      | 瑞士             | Ruìshì                  | Ryan Regez               | Ski acrobatique         | [ 1 ]  |
| 78    | Suède                       | 瑞典             | Ruìdiǎn                 | Elvira Öberg             | Biathlon                | [ 1 ]  |
| 79    | Mongolie                    | 蒙古             | Měnggǔ                  | Batmönkhiin Achbadrakh   | Ski de fond             | [ 1 ]  |
| 80    | Nouvelle-Zélande            | 新西兰           | Xīn Xīlán               | Nico Porteous            | Ski acrobatique         | [ 7 ]  |
| 81    | Serbie                      | 塞尔维亚         | Sàiěrwéiyà              | Porté par un volontaire  | Porté par un volontaire | [ 1 ]  |
| 82    | Chypre                      | 塞浦路斯         | Sàipǔlùsī               | Porté par un volontaire  | Porté par un volontaire | [ 1 ]  |
| 83    | Mexique                     | 墨西哥           | Mòxīgē                  | Rodolfo Dickson          | Ski alpin               | [ 1 ]  |
| 84    | Liban                       | 黎巴嫩           | Líbānèn                 | Porté par un volontaire  | Porté par un volontaire | [ 1 ]  |
| 85    | Allemagne                   | 德国             | Déguó                   | Thorsten Margis          | Bobsleigh               | [ 8 ]  |
| 86    | Moldavie                    | 摩尔多瓦         | Móěrduōwǎ               | Alina Stremous           | Biathlon                | [ 1 ]  |
| 87    | Monaco                      | 摩纳哥           | Mónàgē                  | Porté par un volontaire  | Porté par un volontaire | [ 1 ]  |
| 88    | Maroc                       | 摩洛哥           | Móluògē                 | Porté par un volontaire  | Porté par un volontaire | [ 1 ]  |
| 89    | Australie                   | 澳大利亚         | Àodàlìyǎ                | Sami Kennedy-Sim         | Ski acrobatique         | [ 9 ]  |
| 90    | Italie                      | 意大利           | Yìdàlì                  | Francesca Lollobrigida   | Patinage de vitesse     | [ 10 ] |
| 91    | Chine                       | 中国             | Zhōngguó                | Xu Mengtao               | Ski acrobatique         | [ 11 ] |
| 91    | Chine                       | 中国             | Zhōngguó                | Gao Tingyu               | Patinage de vitesse     | [ 11 ] |

- Pays organisateur (Chine)
- Pays organisateur des prochains Jeux d'été (Italie)